# 菅川健二
菅川 健二（すげかわ けんじ、1938年11月13日 - ）は、日本の政治家・官僚。元参議院議員（1期）。

## 来歴・人物
（出典）
広島県東広島市出身。東広島市立西条中学校卒業。広島県立賀茂高等学校卒業後、1962年東京大学法学部卒業。同年、自治省に入省。消防庁防災管理課長補佐、自治省公営企業一課長補佐、同財政局課長、兵庫県教育次長、1980年広島県企画部長、1986年同総務部長、広島県立美術館長、広島県教育委員会教育長を経て、1993年に広島県知事選に出馬するも落選。1994年広島大学教育学部客員講師（教育政策担当）。1995年新進党から公認を受けて、第17回参議院議員通常選挙で参議院議員に初当選し、1期務めた。
1998年新進党解党に伴い、改革クラブ結党に参画し、同党参議院政策審議会長に就く。さらに、1998年岩瀬良三の後任として同党参議院議員会長を兼職。1999年12月民主党に入党し、2000年に同党副幹事長に就任している。
2001年の第19回参議院議員通常選挙では落選。2002年4月から広島大学大学院社会科学研究科教授（公共政策学担当）。2005年4月より同大学院社会科学研究科客員教授。2012年3月に同退官。2012年4月広島大学名誉教授。
国会では、参議院予算委員会委員、同文教委員会委員、同決算委員会理事、同地方行政・警察委員会理事などを務めた。また、1993年から2001年までサンフレッチェ広島F.C取締役やロシア企業のメトロポール顧問も兼職した。
息子の菅川洋は元衆議院議員。

## 著書
- 『地方公務員のための公営企業の知識』（ぎょうせい、1974年）
- 『分権改革の出発点　地方分権法の論点と展望』（ぎょうせい、1999年）
- 『地域革命　希望と安心の21世紀を創る』（ぎょうせい、2001年）

## 注
1. ↑  『新訂　現代政治家人名事典-中央・地方の政治家4000人』（日外アソシエーツ編集・発行、2005年）279頁、上掲『地域革命』奥付参照。